# Kanton Pontvallain
Der Kanton Pontvallain war von 1790 bis 2015 ein französischer Wahlkreis im Arrondissement La Flèche, im Département Sarthe und in der Region Pays de la Loire; sein Hauptort war Pontvallain.

## Geografie
Der Kanton Pontvallain lag im Mittel 69 Meter über Normalnull, zwischen 35 Meter in Mansigné und 113 Meter in Cérans-Foulletourte. Der Kanton lag im Süden des Départements Sarthe. Er grenzte im Norden an den Kanton La Suze-sur-Sarthe, im Nordosten an den Kanton Écommoy, im Osten an den Kanton Mayet, im Süden an den Kanton Le Lude, im Südwesten an den Kanton La Flèche und im Westen an den Kanton Malicorne-sur-Sarthe. 

## Gemeinden
Der Kanton bestand aus neun Gemeinden:
| Gemeinde                 | Einwohner Jahr | Fläche km² | Bevölkerungsdichte | Code INSEE | Postleitzahl |
| ------------------------ | -------------- | ---------- | ------------------ | ---------- | ------------ |
| Cérans-Foulletourte      | 3.288 (2013)   | 32,52      | 101 Einw./km²      | 72051      | 72330        |
| Château-l’Hermitage      | 274 (2013)     | 9,39       | 29 Einw./km²       | 72072      | 72510        |
| La Fontaine-Saint-Martin | 618 (2013)     | 13,72      | 45 Einw./km²       | 72135      | 72330        |
| Mansigné                 | 1.603 (2013)   | 36,31      | 44 Einw./km²       | 72182      | 72510        |
| Oizé                     | 1.335 (2013)   | 16,91      | 79 Einw./km²       | 72226      | 72330        |
| Pontvallain              | 1.797 (2013)   | 34,88      | 52 Einw./km²       | 72243      | 72510        |
| Requeil                  | 1.209 (2013)   | 13,89      | 87 Einw./km²       | 72252      | 72510        |
| Saint-Jean-de-la-Motte   | 884 (2013)     | 32,03      | 28 Einw./km²       | 72291      | 72510        |
| Yvré-le-Pôlin            | 1.793 (2013)   | 21,84      | 82 Einw./km²       | 72385      | 72330        |

## Partnergemeinde
Partnergemeinde der neun Gemeinden ist die Gemeinde Visbek (Landkreis Vechta) in Niedersachsen.

## Bevölkerungsentwicklung
| 1962  | 1968  | 1975  | 1982  | 1990  | 1999  | 2006   |
| ----- | ----- | ----- | ----- | ----- | ----- | ------ |
| 8.034 | 7.727 | 8.332 | 9.519 | 9.502 | 9.931 | 11.620 |